# Elke Hauck
Elke Hauck (* 1967 in Riesa) ist eine deutsche Regisseurin, die sich in ihren Filmen mehrfach dem Thema Ostdeutschland widmete. Sie wurde von ihrem Kollegen Christoph Hochhäusler zur Berliner Schule gezählt.

## Biografie
Elke Hauck wurde 1967 im sächsischen Riesa geboren. Sie absolvierte eine Buchbinderlehre und studierte in Leipzig und Versailles Germanistik und Kunstpädagogik. Von 1994 bis 2002 studierte sie an der Deutschen Film- und Fernsehakademie Berlin Regie.
Ihr Spielfilmdebüt Karger hatte Premiere auf dem Filmfestival Max Ophüls und wurde im Wettbewerb des Internationalen Filmfestivals Karlovy Vary gezeigt. Der Spielfilm Der Preis lief in der Sektion Perspektive Deutsches Kino der Berlinale.
Elke Hauck arbeitet auch als Drehbuchautorin, oft in Partnerschaft mit anderen Autoren wie Sven S. Poser (z. B. für Letzte Spur Berlin, Der Alte und Der Irland-Krimi) sowie mit der deutsch-israelischen Drehbuchautorin Anath Pollak.

## Filmografie als Regisseurin
- 2001: Flügge
- 2007: Karger
- 2011: Der Preis
- 2021: Gefangen
- 2023: Tatort: Kontrollverlust

## Auszeichnungen
- 2007: Filmfestival Max Ophüls  – Filmpreis des saarländischen Ministerpräsidenten für Karger
- 2022: Grimme-Preis – Nominierung Wettbewerb Fiktion für Gefangen